# Marie Rafajová
Marie Karla Rafajová, též Mária Rafajová (29. listopadu 1896 Královo Pole – 11. července 1978 Bratislava) byla česká protestantská diákonka, spisovatelka, novinářka, autorka knih pro mládež, překladatelka z angličtiny, němčiny, slovenštiny a švédštiny. Tvořila v češtině a slovenštině.
Byla spolupracovnicí Kristíny Royové a následně i její nástupkyní ve vedení diakonického a evangelizačního díla na Staré Turé.
Rafajová přeložila do slovenštiny Jiráskovy Staré pověsti české. Některé její básně zhudebnil Josef Bohuslav Foerster v Kantátě 1945.
In memoriam jí byl přiznán titul Spravedlivý mezi národy.